# 연습곡 Op. 25, 9번 (쇼팽)

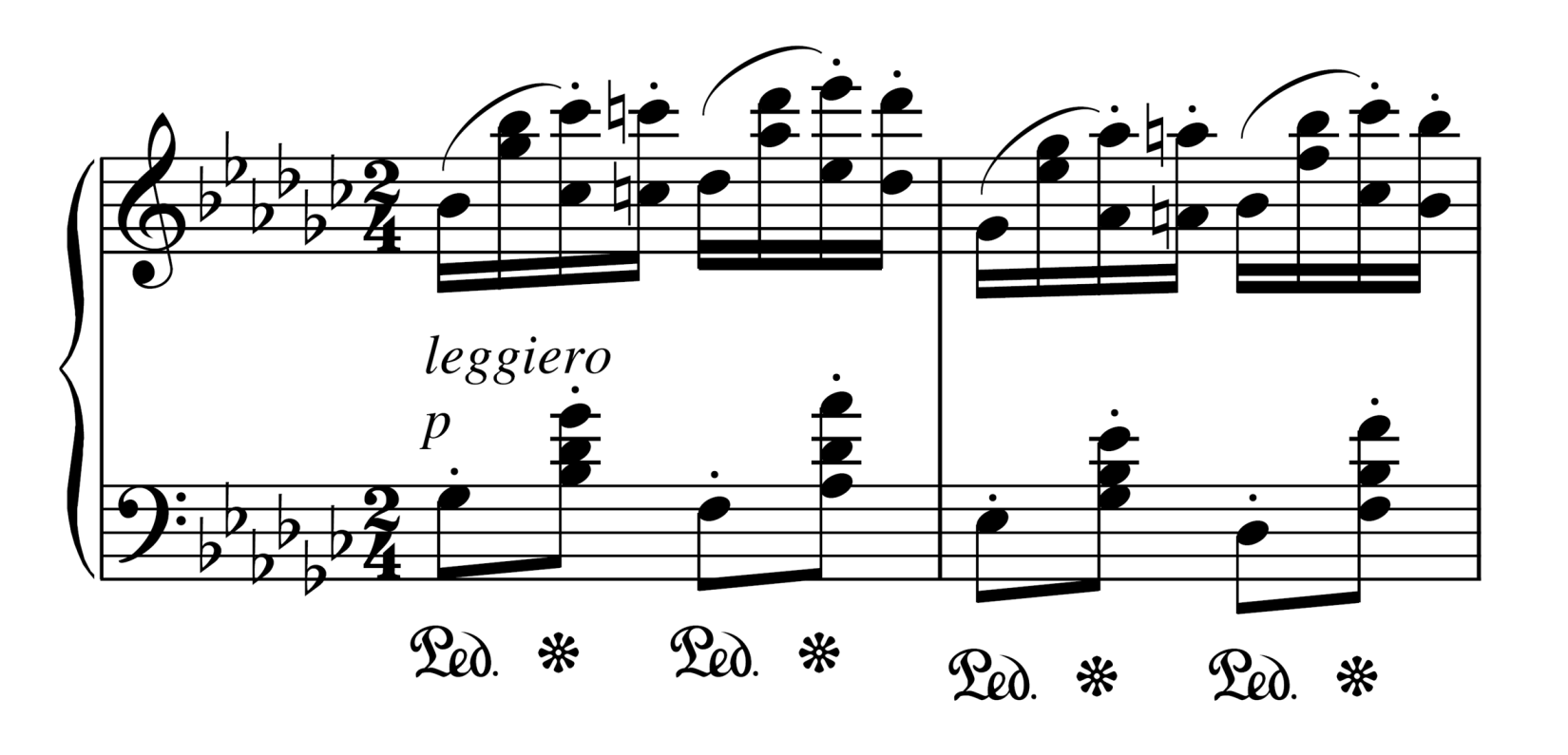
쇼팽 연습곡 Op. 25의 9번의 처음 2마디

쇼팽의 연습곡 Op. 25, 9번(Étude Op. 25, No. 9)은 프레데리크 쇼팽이 작곡한 연습곡 중 작품번호 제25번의 9번에 해당하는 곡으로 내림사장조의 조성을 가지고 있다. 9번은 스타카토와 마르카토(강한 스타카토)의 음을 옥타브의 형식으로 연주하는 연습을 위해 작곡되었고 쇼팽의 연습곡 중 짧은 곡에 속한다. 지시된 빠르기로 연주하면 1분이 채 되지 않는다. 이 곡의 특징은 8분음표가 한 마디에 2개씩 묶여 있는 형태로 되어 있으며 이 형태는 곡이 끝날 때까지 지속된다.